# Venere Pizzinato
Venere Pizzinato, née le 23 novembre 1896 à Ala, et morte le 2 août 2011 à Vérone,, est une supercentenaire italienne. 
Elle a longtemps vécu à Milan mais a quitté cette ville en 1959 pour Vérone. Elle n'a jamais eu d'enfant. 
Elle termine sa vie dans une maison de retraite et se déplace, à la fin, en fauteuil roulant. 
Elle est la doyenne de l'Italie depuis le 2 novembre 2009. À son décès, elle est doyenne des Européens et la troisième personne la plus âgée au monde, derrière Besse Cooper et Chiyono Hasegawa.